# Công nghiệp nhẹ
Công nghiệp nhẹ là ngành công nghiệp ít tập trung tư bản hơn công nghiệp nặng, và thiên về cung cấp hàng hóa tiêu dùng hơn là phục vụ các doanh nghiệp (có nghĩa là sản phẩm được sản xuất cho người tiêu dùng cuối cùng hơn là sản xuất để làm đầu vào cho một quá trình sản xuất khác). Các cơ sở công nghiệp nhẹ thường ít gây tác động môi trường hơn công nghiệp nặng và vì thế chúng có thể được bố trí gần khu dân cư. Ngành công nghiệp nhẹ lại rất cần nhiều người lao động làm việc trong một không gian rộng lớn
Một số định nghĩa kinh tế đưa ra rằng công nghiệp nhẹ là "hoạt động sản xuất, chế tạo sử dụng một khối lượng vừa phải nguyên vật liệu đã được chế biến để tạo ra những sản phẩm có giá trị khá cao so với khối lượng của chúng".
Ví dụ về các ngành công nghiệp nhẹ như: giầy dép, quần áo, đồ nội thất, thiết bị trong nhà, giấy, thuốc lá, nước giải khát v.v..

## Quản lý hoạt động công nghiệp nhẹ ở Việt Nam
Quản lý Nhà nước về hoạt động công nghiệp nhẹ ở Việt Nam (trước năm 1976 là Việt Nam Dân chủ Cộng hòa) do Bộ Công nghiệp tiến hành. Trong thời gian 1960 đến 1995, một bộ riêng - Bộ Công nghiệp nhẹ được thành lập, chuyên trách quản lý lĩnh vực này. Thời kỳ trước năm 1960 và sau năm 1995, Bộ Công nghiệp là cơ quan quản lý chung hoạt động công nghiệp nặng và công nghiệp nhẹ.
Ngày 2 tháng 8 năm 2007, Quốc hội Việt Nam phê chuẩn cơ cấu Chính phủ Việt Nam. Theo sự bỏ phiếu này, Bộ Công thương Việt Nam sẽ quản lý hoạt động công nghiệp nhẹ.

## Các ngành công nghiệp nhẹ

### Công nghiệp giấy
- Việt Nam: Công nghiệp giấy tập trung nhiều rộng khắp cả đất nước nhất là tập trung nhiều ở những nơi có rừng, vườn trồng cây, cây ươm, đồi núi... Ví dụ: Hoàng Văn Thụ (TP Thái Nguyên), Việt Thắng (Hà Tây), Phong Khê (TP Bắc Ninh), Phú Lâm (Tiên Du)... Công nghiệp giấy góp phần cho nền kinh tế trong và ngoài nước và là nguyên liệu cho các ngành sản xuất khác như giấy tiền, báo, sách vở, giấy in...

Ngành giấy đầu năm 2010 sản xuất ổn định, sản lượng đạt 140,3 nghìn tấn, tăng 76,3% so với cùng kỳ năm trước. Đối với giấy bao bì, do các mặt hàng xuất khẩu của Việt Nam có xu hướng tăng làm nhu cầu giấy bao bì các loại tăng cao nên các nhà máy sản xuất giấy bao bì công nghiệp đã đồng loạt tăng sản lượng sản xuất.
| Năm      | 2000 | 2001 | 2002 | 2003 | 2004 | 2005 | 2006 | 2007  | 2008  |
| Giấy     | 408  | 445  | 468  | 530  | 787  | 850  | 959  | 1.120 | 1.310 |
| Bột giấy | 174  | 197  | 252  | 232  | 281  | 290  | 300  | 355   | 465   |

Sản lượng giấy và bột giấy Việt Nam(đơn vị: nghìn tấn)
(*) châu Á: 2002 - 2010
| Năm      | 2002    | 2003    | 2004    | 2005    | 2006    | 2007    | 2008    | 2009    | 2010*   |
| Giấy     | 101.090 | 104.840 | 111.055 | 115.970 | 117.940 | 123.220 | 130.800 | 136.480 | 138.770 |
| Bột giấy | 38.275  | 39.495  | 41.200  | 42.465  | 42.656  | 44.145  | 46.070  | 47.490  | 47.750  |

Sản lượng giấy và bột giấy châu Á(đơn vị: nghìn tấn)
- Năm 2010 là dự đoán

| Năm        | 2006   | 2007   | 2008   |
| Trung Quốc | 18.160 | 20.235 | 21.130 |
| Nhật Bản   | 10.884 | 10.898 | 10.900 |
| Hàn QUốc   | 500    | 497    | 520    |
| Đài Loan   | 392    | 405    | 387    |
| Indonesia  | 5.672  | 6.020  | 6.000  |
| Thái Lan   | 1.100  | 1.080  | 1.200  |
| Nga        | 5.790  | 6.310  | 6.280  |

Sản lượng bột giấy một số nước trong khu vực châu Á (đơn vị: nghìn tấn)
| Năm        | 2006   | 2007   | 2008   |
| Trung Quốc | 49.470 | 52.460 | 56.440 |
| Nhật Bản   | 31.107 | 31.265 | 31.250 |
| Hàn QUốc   | 10.703 | 10.932 | 10.800 |
| Đài Loan   | 4.646  | 4.610  | 4.650  |
| Indonesia  | 8.853  | 8.850  | 8.850  |
| Thái Lan   | 4.300  | 4.320  | 4.500  |
| Nga        | 6.980  | 7.580  | 7.820  |

Sản lượng giấy một số nước trong khu vực châu Á (đơn vị: nghìn tấn)

### Công nghiệp sữa
- Việt Nam: Sữa là thực phẩm không thể thiếu đối với người dân Việt Nam vì là thức uống chứa nhiều dinh dưỡng, vitamin, tăng sức đề kháng, chiều cao và chống nhiều bệnh. Có rất nhiều nhà máy sữa như: Nhà máy sữa Thống Nhất, Nhà máy sữa Trường Thọ, Nhà máy sữa Dielac, Nhà máy Café Biên Hòa, Nhà máy Bột Bích Chi và Lubico, Vinamilk... Nhưng sữa Việt Nam tiêu thụ nhiều nhất là sữa nhập ngoại từ các nước khác do biến động sữa Việt Nam là giá thành, chất lượng, khối lượng...

| Năm            | 2001   | 2002   | 2003   | 2004    | 2005    |
| TP Hồ Chí Minh | 44.540 | 51.691 | 90.264 | 104.160 | 130.054 |
| Tây Minh       | 390    | 450    | 614    | 727     | 634     |
| Hà Nội         | 2.828  | 3.567  | 4.270  | 4.703   | 4.823   |
| Nam Định       | 10     | 11     | 9      | 8       | 8,5     |
| Sơn La         | 4.006  | 4.518  | 5.826  | 7.506   | 7.550   |
| Đà Nẵng        | 65     | 66     | 69     | 70      | 71      |
| Khánh Hòa      | 300    | 292    | 260    | 269     | 276     |
| Lâm Đồng       | 998    | 1.673  | 2.566  | 3.827   | 4.852   |
| Long An        | 1.743  | 2.856  | 3.769  | 5.160   | 8.363   |
| Cần Thơ        | 20     | 267    | 293    | 548     | 475     |
| Hà Tĩnh        | 2      | 2      | 5      | 1       | 1       |

Sản lượng sữa của một số vùng Việt Nam (đơn vị: Tấn)

### Công nghiệp giầy dép
| Năm  | Giày, dép | Cặp, túi | Da thuộc các loại |
| 2000 | 302.800   | 31.000   | 15.100            |
| 2005 | 499.000   | 51.700   | 47.000            |

Sản lượng giầy da Việt Nam 
- Đơn vị tính:
- Giày, dép (1000 đôi)
- Cặp, túi (1000 cái)
- Da thuộc các loại (1000 sqft)

Giày da Việt Nam trên đà tăng trưởng và phát triển nhưng lại chưa đủ sức trên thị trường do thuế, giá cả cao hơn các nước khác, kinh tế bị khủng hoảng, thiếu nguyên liệu và công nghiệp phụ trợ
. Thêm một hạn chế đó là phần lớn nguyên liệu cho sản xuất giày dép tại Việt Nam phải nhập khẩu.

### Công nghiệp dệt may (1/2010)
Tháng 1 khởi đầu với nhiều thuận lợi, nhiều doanh nghiệp đã nhận được đơn đặt hàng với khối lượng lớn như: Tổng công ty May Việt Tiến, Công ty 10 tháng 5, Công ty May Sài Gòn 2, Tổng công ty Dệt Phong Phú, Tập đoàn Dệt may Việt Nam (VINATEX) 
,... Các doanh nghiệp trong ngành đã cố gắng vượt bậc để bứt phá giành thị phần sản phẩm may mặc ngay trên thị trường nội địa. Thị trường dệt may sôi động chuẩn bị đón mừng năm mới. Sản lượng tăng cao, nhất là quần áo cho người lớn tăng 31,9% so với cùng kỳ năm trước.
Mặt khác, do sản xuất dệt may tại một số nước khu vực Nam Mỹ, Caribê, Trung Mỹ và Đông Âu chi phí cao nên có xu thế giảm sút và chuyển dịch sang các nước châu Á, nơi có lực lượng lao động dồi dào và chi phí thấp. Để tránh lệ thuộc tập trung vào Trung Quốc (đang bị chỉ trích về chất lượng và an toàn), khách hàng nước ngoài tìm đến Việt Nam với các sản phẩm trung, cao cấp do đã đáp ứng tốt yêu cầu chất lượng. Tuy nhiên, từ 01/01/2010, Luật bảo vệ môi trường của Mỹ yêu cầu các lô hàng xuất khẩu vào Mỹ phải có giấy kiểm nghiệm của bên thứ ba xác nhận sản phẩm sử dụng nguyên liệu đảm bảo cho sức khoẻ người tiêu dùng có hiệu lực nên đã lập hàng rào kỹ thuật mới đối với thị trường xuất khẩu dệt may. Đây là thách thức không nhỏ với ngành dệt may Việt Nam trong việc nâng cao chất lượng sản phẩm. Vì vậy, cần thiết phải thành lập phòng thí nghiệm hiện đại, đủ tiêu chuẩn thay cho các thiết bị nghiên cứu thử nghiệm chất lượng hàng dệt may có từ những năm 1990. Bên cạnh đó, để giải bài toán thiếu hụt lao động và chi phí tăng nhanh, cần thiết phải tiếp tục thực hiện chiến lược di dời cơ sở sản xuất dệt may về các thị tứ và vùng nông thôn.